# 泽勒
泽勒（荷蘭語：Zele，荷蘭語發音：[ˈzeːlə]）是比利时弗拉芒大區东佛兰德省登德爾蒙德區的一个市镇，通行荷蘭語，是弗拉芒社群的一部分，面积33.06平方千米，人口20,976人（2018年1月1日）。